# Eulomalus calciger
Eulomalus calciger är en skalbaggsart som först beskrevs av Scott 1913.  Eulomalus calciger ingår i släktet Eulomalus och familjen stumpbaggar. Inga underarter finns listade i Catalogue of Life.